# Yūki Shin
Yūki Shin (新 祐樹 Shin Yūki?,  Prefectura de Kanagawa, Japón, 6 de marzo de 1994) es un actor de voz japonés, afiliado a Ken Production. Algunos de sus roles más destacados incluyen el de Natsuo Todoroki en My Hero Academia, Yūki Yoshida en Given, Lycaon en Beastars, Goutetsu en Saikyō Kamizmode! y más recientemente Takemichi Hanagaki en Tokyo Revengers.

## Filmografía

### Anime
| Año  | Título                                                 | Papel | Notas     |
| ---- | ------------------------------------------------------ | --- | --------- |
| 2014 | Haikyū!!                                               | |           |
| 2016 | Kōtetsujō no Kabaneri                                  | Mensajero                                                                                                 |           |
| 2016 | Kyōkai no Rinne                                        | Joven, profesor                                                                                           |           |
| 2016 | Heybot!                                                | Moel, Nejirō, Robojak, Nejimouth                                                                          | [ 3 ]     |
| 2016 | Cheating Craft                                         | Estudiante C                                                                                              |           |
| 2017 | Ryū no Haisha                                          | |           |
| 2017 | Kirakira PreCure a la Mode                             | Estudiante                                                                                                |           |
| 2017 | Digimon Universe: Appli Monsters                       | Tripmon                                                                                                   |           |
| 2017 | Made in Abyss                                          | Shimred                                                                                                   |           |
| 2017 | Wake Up, Girls!                                        | Estudiante A                                                                                              |           |
| 2017 | Puzzle & Dragons X                                     | Vendedor                                                                                                  |           |
| 2017 | Sengoku Night Blood                                    | Vasallo                                                                                                   |           |
| 2017 | Dream Festival!                                        | Akiomi Inamasu                                                                                            |           |
| 2017 | Detective Conan                                        | Vendedor                                                                                                  |           |
| 2018 | Zoku Tōken Ranbu: Hanamaru                             | Konnosuke                                                                                                 |           |
| 2018 | Inazuma Eleven: Ares / Inazuma Eleven: Orion no Kokuin | Isshi Haoto, Bergamo Regult, Park Ji Won, Condor Willie, Tan Tammin, Yoga, Randall, Lasker Wagner, Tabito |           |
| 2018 | Hisone to Masotan                                      | Masuyama                                                                                                  |           |
| 2018 | Butlers: Chitose Momotose Monogatari                   | Estudiante                                                                                                |           |
| 2018 | Pokémon Sol y Pokémon Luna                             | Cliente                                                                                                   |           |
| 2018 | Aikatsu Friends!                                       | Cliente, reportero                                                                                        |           |
| 2018 | My Hero Academia                                       | Natsuo Todoroki                                                                                           |           |
| 2018 | Senjūshi                                               | Johann |           |
| 2018 | Sazae-san                                              | |           |
| 2018 | Zoids Wild                                             | Aldeano                                                                                                   |           |
| 2018 | Cells at Work!                                         | Célula 1                                                                                                  |           |
| 2018 | Irozuku Sekai no Ashita kara                           | Presidente del consejo estudiantil                                                                        |           |
| 2018 | Banana Fish                                            | Mike |           |
| 2018 | Kishuku Gakkou no Juliet                               | Estudiante                                                                                                |           |
| 2018 | Yo-kai Watch Shadowside                                | Wakame-kun                                                                                                |           |
| 2019 | Boogiepop and Others                                   | Kyō |           |
| 2019 | Senryū Shōjo                                           | Hombre A                                                                                                  |           |
| 2019 | Sarazanmai                                             | Jugador B                                                                                                 |           |
| 2019 | Kenja no Mago                                          | Noin Curtis                                                                                               |           |
| 2019 | Ensemble Stars!                                        | Estudiante                                                                                                |           |
| 2019 | Given                                                  | Yūki Yoshida                                                                                              |           |
| 2019 | Assasin's Pride                                        | Kernel |           |
| 2019 | Beastars                                               | Lycaon |           |
| 2019 | Phantasy Star Online 2: Episode Oracle                 | Hombre |           |
| 2019 | Duel Masters                                           | Locutor                                                                                                   |           |
| 2019 | Pokémon Journeys: The Series                           | Houji, Steve                                                                                              |           |
| 2020 | Eizōken ni wa Te wo Dasu na!                           | Empleado                                                                                                  |           |
| 2020 | Chihayafuru                                            | Tsuyoshi Tamaru                                                                                           |           |
| 2020 | Doraemon                                               | Príncipe                                                                                                  |           |
| 2020 | Motto! Majime ni Fumaji me ka Iketsu Zorori            | Rhino |           |
| 2020 | Saikyō Kamizmode!                                      | Goutetsu                                                                                                  | Principal |
| 2020 | Haikyū!!                                               | Tomokazu Wajima                                                                                           |           |
| 2020 | Yūkoku no Moriarty                                     | Tate Percival                                                                                             |           |
| 2021 | Log Horizon                                            | Run |           |
| 2021 | Shingeki no Kyojin                                     | Subordinado                                                                                               |           |
| 2021 | Tokyo Revengers                                        | Takemichi Hanagaki                                                                                        | [ 4 ]     |
| 2021 | Megalo Box                                             | Shiga-chan                                                                                                |           |
| 2021 | Edens Zero                                             | Jin | [ 5 ]     |
| 2021 | Tsuki ga Michibiku Isekai Dōchū                        | Khazar | [ 6 ]     |
| 2025 | Mobile Suit Gundam GQuuuuuuX                           | Char Aznable                                                                                              |           |

### Películas animadas
| Año  | Título                                                                  | Papel          | Notas |
| ---- | ----------------------------------------------------------------------- | -------------- | ----- |
| 2015 | Go! Princess Pretty Cure the Movie: Go! Go!! Gorgeous Triple Feature!!! | Hada           |       |
| 2015 | Shingeki no Kyojin: Jiyū no Tsubasa                                     | Entrenador     |       |
| 2016 | Kimi no Na wa.                                                          |                |       |
| 2019 | Tenki no Ko                                                             |                |       |
| 2020 | Made in Abyss: Fukaki Tamashī no Reimei                                 | Shimred        |       |
| 2020 | Burn the Witch                                                          | Jimmy Huckabee |       |
| 2021 | Evangelion: 3.0+1.0 Thrice Upon a Time                                  |                |       |
| 2021 | Mobile Suit Gundam: Hathaway's Flash                                    | Secuestrador   |       |